# Брігаспаті

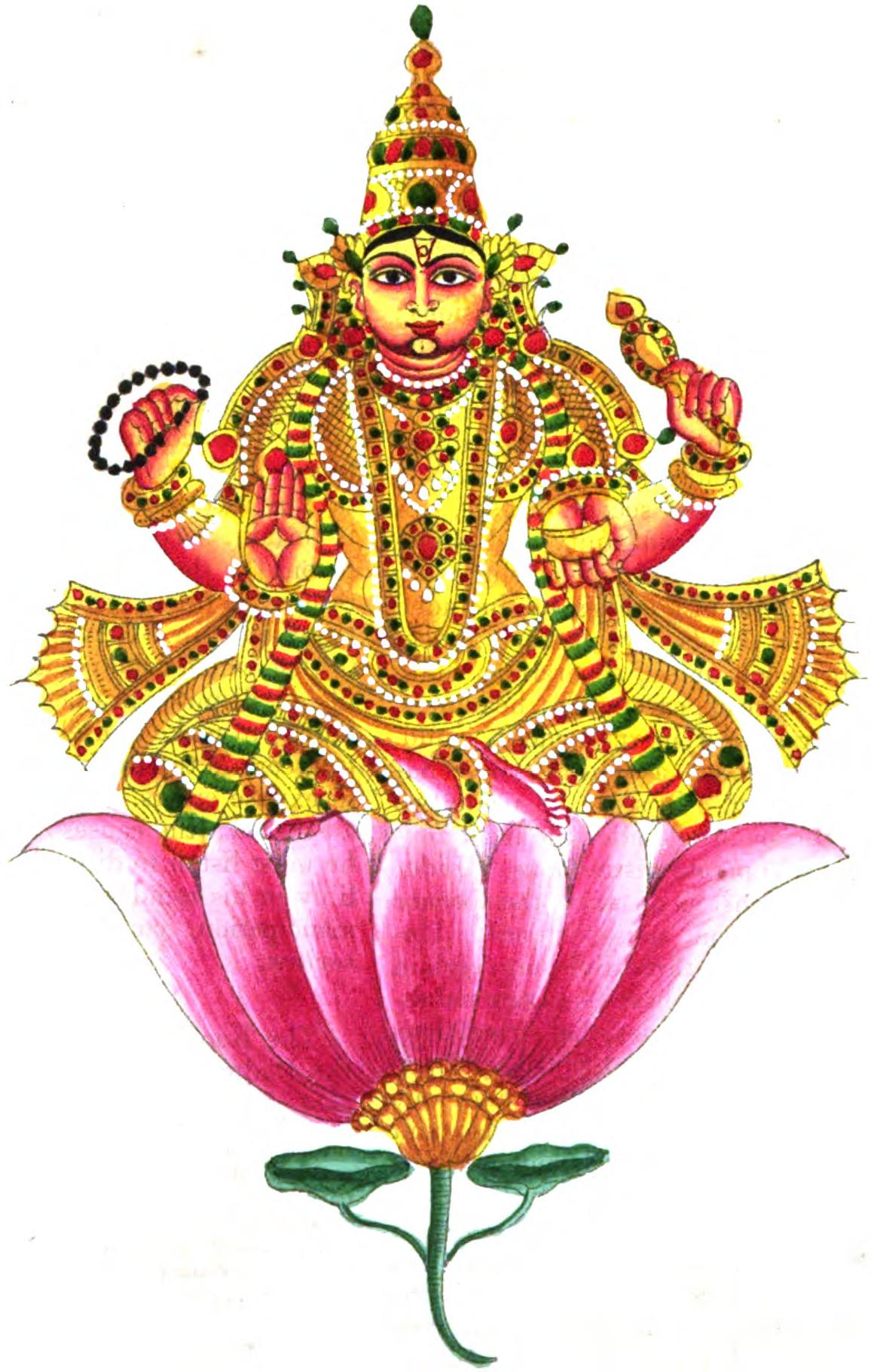
Брігаспаті

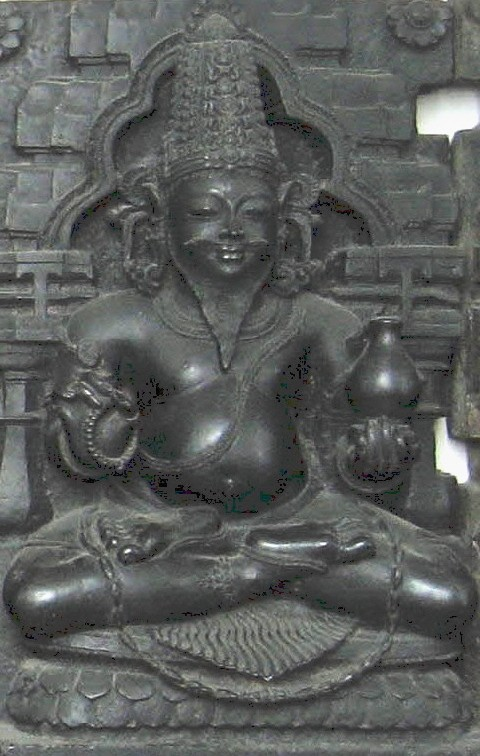
Статуя Брігаспаті. XII ст.. Орісса

Брігаспаті (Брахманаспаті) («пан брахмана (молитви)») — божество молитви і жертвопринесення в індуїзмі. В джйотіш вважається найсильнішим серед благотворних наваграх.

## Зображення
Всього Брігаспаті присвячено в «Ріг-веді» одинадцять гімнів і ще два гімни — Брігаспаті разом з Індрою. Обидва імені Брігаспаті згадувалися в «Ріг-веді» близько ста сімдесяти разів. Згідно з «Ріг-ведою», Брігаспаті був золотого кольору, яскравий і чистий. У нього було сім вуст і сім променів, сто крил і прекрасний голос. У його розпорядженні були дубина грому, лук, стріли, золотий топірець, залізну сокиру і колісниця закону. Брігаспаті вражав демонів, знайшов світло, приніс сонце і розігнав темряву громом, розколював скелі, готують хороші шляху і ніс у собі всі форми. Тваштар створив його як основу всіх істот. Брігаспаті дарував багатство і синів, він був щедрий до жертводавцям і співакам, непримиренний до брехні і ворогам. Він був сильним і победоносен. Його називали одним Індри і марутів. Будучи покровителем жертвопринесення, Брігаспаті зображувався як божественний жрець. Йому належали поетичні розміри і він сам співав гімни богам. Його нерідко називали Вачаспаті — «пан мови». Найчастіше в битвах Брігаспаті характеризували гучний голос або навіть рев. Про нього Шрі Крішна сказав: «З жерців Я — головний, Брігаспаті» (Бгаґавад-Ґіта, глава 10, текст 24).
У епосі і пуранах Брігаспаті був жерцем і наставником богів девів, тому його називають Гуру. Він керує планетою Юпітер, яка називалася тим же ім'ям. Управитель дня четвер. Вже в «Ріг-веді» Брігаспаті брав участь в міфі про викрадення Валою корів. Корів знайшли в скелі, яку Брігаспаті проломив своїм ревом. Після цього він знайшов Ушас і Агні. Він же створив Ангираса, повернули корів, вкрадених Пані.

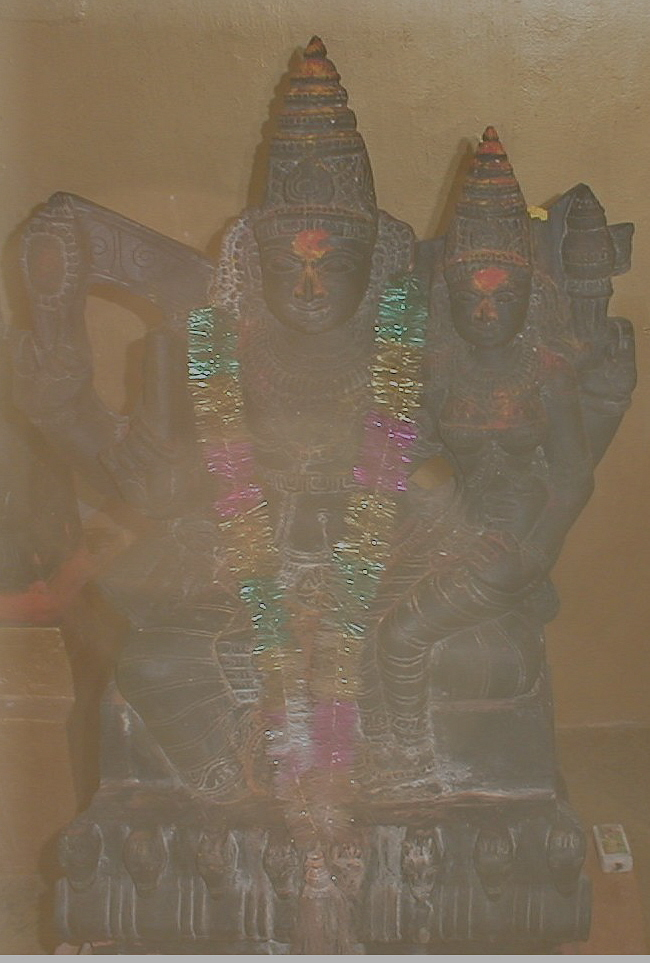
Брігаспаті й Тара

Пізніше Брігаспаті з'явився в сюжеті викрадення богом Сомой його дружини Тари. Згідно з пуранічною легендою, Сома зачарувався красою Тари і викрав її у Брігаспаті. Це викликало війну між асурами, які підтримували Сому, і богами, які прийняли сторону Брігаспаті. Кінець війні поклав бог-творець Брахма, який повернув Тару чоловікові. Незабаром після цього Тара народила сина. На дитину претендували і Сома, і Брігаспаті. Довгий час Тара приховувала, хто його батько, але врешті-решт зізналася Брахмі, що це син Соми, і Сома дав йому ім'я Будха. У сюжеті жертвопринесення Дакши Брігаспаті заспокоїв розлюченого Рудру.
У багатьох сюжетах Брігаспаті виступав як наставник богів. Він передбачив богам, що Гаруда викраде амріту, він давав поради Індрі і його дружині Шачи. Брігаспаті також грає епізодичні ролі в оповідях про царя Марутта, про руйнування богами фортеці асур Тріпури та інших.

## Мантри
Щоб умилостивити Гуру (Юпітер) слід постити в день Гуру (четвер), жертвувати Шафран і
в перебігу 40 днів зробити 16000 разів Джапа Гуру з Мантрою — ОМ ГРАМ ГРИМ Грум САХ ГУРАВЕ намах.
- ‘Om Brim Brihaspatye Namah’

- ‘Om Graam Greem Graum Sah Gurve Namah’

- ‘Om Graam Greem Graum Sah Brihasptaye Namah’

- ‘Om vrim Brihaspataye Namah’

- ‘Aum Hreem Kleem Hoom Brihaspataye Namah’

- Гаятрі Гуру

‘Aum Guru Devaya Vidmahe Parabrahmane Dheemahi Tanno Guruh Prachodayat’
‘Om Suraachaarya Vidmahe Surasreshtaya dheemahi Tanno Guruh prachodayat’
‘Vrusha Dhwajaaya Vidhmahe Gruni Hasthaaya Dheemahi Thanno Guruh Prachodayat’
варіант
Om vrishabadhwajaaya vidmahae
kruni hastaaya dheemahi
tanno guru: prachodayaat
Om, Дозвольте мені медитувати на того, хто має бика на прапорі, О, Той, хто має владу, щоб досягти мети, дай мені вищий інтелект, І нехай гуру просвітлює мій розум.
Brihaspati (Guru) Navagraha Mantra
‘Devaanaam Cha Risheenaam Cha Gurum Kaanchana Sannibham
Buddhibhootam Trilokesham Tam Namaami Brihaspateem’
Поклоніння Брігаспаті, вчителю богів і мудреців, який прекрасний і блискучий, як поліроване золото, хто має багато мудрості і є Господом трьох світів.
Гайатрі Мантра Брігаспаті для фінансового успіху: Om Brihaspateati yadaryo arhaddhyumaddibhati
kratumajjaneshu
Yaddidayacchavasaritaprajata iadasmasu draoinamdhehi
chitram.